# Osmanska Albanien
Osmanska Albanien (även turkiska Albanien) var den geografiska benämningen på ett osmanskt landskap bestående av de nuvarande länderna Albanien, Kosovo, nordvästra Grekland, västra Makedonien och sydvästra Serbien i Europa 1385–1912.
Osmanska Albanien omfattade vilajeterna (provinserna) Shkodra, Kosovo, Ioánnina och Manastir.
Det gränsade i norr till Bosnien, Montenegro och Dalmatien, i öster till Makedonien och Thessalien, i söder till Grekland och Artabukten samt sköljdes i väster av Joniska och Adriatiska haven. Dess yta uppgick till cirka 29 950 km² (1904).
Hela landskapet och i synnerhet dess södra del var en vild och delvis nästan otillgänglig bergsbygd, genomfluten av bergbäckar och mindre vattendrag samt uppfylld av kedjor tillhörande Dinariska systemet samt av de västliga förgreningarna
från Pindos, vilka bildade den naturliga gränsen mot Thessalien och Makedonien. Mindre högslätter förekom här och där, t. ex. den, som finnes omkring Janina, vilken har en medelhöjd av 500 m ö. h. De främsta floderna var Arta, Vjosa och Drini. Bland sjöarna kan nämnas Janina, Ochrida, Prespa och Skutari. Klimatet var jämförelsevis strängt, i synnerhet i de norra trakterna.
Huvudnäringar var boskapsskötsel och åkerbruk, av vilka det senare frambringade korn samt i de mera lugna och soliga daltrakterna tobak, bomull, vin och oliver. Folkmängden uppskattades 1904 till omkring 1,5 miljoner. Befolkningen utgjordes till mer än två tredjedelar av albaner. Dessutom bodde serber, bulgarer, greker och turkar i Osmanska Albanien. 
Vid Osmanska rikets sammanbrott 1912 erkändes Osmanska Albanien med de fyra förvaltningsområdena av den turkiska regeringen som en administrativt autonom provins.